# Canton de Gien
Le canton de Gien est une circonscription électorale française du département du Loiret en région Centre-Val de Loire.
Le canton de Gien était rattaché, depuis 1800 (an VIII), à l'ancien arrondissement de Gien. Le redécoupage des arrondissements intervenu en 1926 a supprimé cet arrondissement et rattaché trois de ses cantons, dont le canton de Gien, à l'arrondissement de Montargis. Le nouveau découpage de 1942 n'a pas modifié ce rattachement. À la suite du redécoupage cantonal de 2014, les limites territoriales du canton sont remaniées. Le nombre de communes du canton passe de 11 à 26.

## Histoire
Le canton de Gien est créé par arrêté du 9 vendémiaire an X (1er octobre 1801). Il comprend alors 11 communes.
Un nouveau découpage territorial entre en vigueur en mars 2015, défini par le décret du 25 février 2014, en application des lois du 17 mai 2013 (loi organique 2013-402 et loi 2013-403). Les conseillers départementaux sont, à compter de ces élections, élus au scrutin majoritaire binominal mixte. Les électeurs de chaque canton élisent au Conseil départemental, nouvelle appellation du Conseil général, deux membres de sexes différents, qui se présentent en binôme de candidats. Les conseillers départementaux sont élus pour 6 ans au scrutin binominal majoritaire à deux tours, l'accès au second tour nécessitant 12,5 % des inscrits au 1er tour. En outre la totalité des conseillers départementaux est renouvelée. Ce nouveau mode de scrutin nécessite un redécoupage des cantons dont le nombre est divisé par deux avec arrondi à l'unité impaire supérieure. Dans le Loiret, le nombre de cantons passe ainsi de 41 à 21. Le nombre de communes du canton de Gien passe de 11 à 26.

## Représentation

### Conseillers généraux de 1833 à 2015
| Période                                  | Période           | Identité                          | Étiquette           | Qualité |
| ---------------------------------------- | ----------------- | --------------------------------- | ------------------- | --- |
| 10 novembre 1833                         | 1842              | Augustin René Janson de Couet     |                     | Propriétaire du château de Mareau Maire de Poilly-lez-Gien                                                                                     |
| 4 décembre 1842                          | 1848              | Louis Antoine Macarel (1790-1851) |                     | Professeur de droit administratif Conseiller d'État, propriétaire à Paris                                                                      |
| 27 août 1848                             | 1870              | Joseph Gabriel Legros (1806-1897) |                     | Propriétaire et notaire à Gien |
| 12 juin 1870                             | 1877              | Anatole Despond (1840-1916)       | Droite républicaine | Propriétaire du château de la Grange Rouge à Autry-le-Châtel, avocat, ancien Sous-Préfet de Gien                                               |
| 4 novembre 1877                          | 1889              | François Augère                   | Gauche radicale     | Propriétaire Député du Loiret (1888-1889) Maire de Gien (1876-1877 ; 1878-1885 ; 1887-1889)                                                    |
| 28 juillet 1889                          | 1895 (inéligible) | Émile Merry                       | Radical             | Pharmacien Maire de Gien (1889-1895) |
| août 1895                                | 1896 (annulation) | Charles Intins                    | Radical             | Conducteur des Ponts et Chaussées Maire de Gien (1895-1901)                                                                                    |
| 24 mai 1896                              | 1896 (annulation) | Émile Merry                       | Radical             | Pharmacien Maire de Gien (1889-1895), conseiller d'arrondissement                                                                              |
| 1896                                     | 1901              | Charles Intins                    | Radical             | Conducteur des Ponts et Chaussées Maire de Gien (1895-1901)                                                                                    |
| 21 juillet 1901                          | 1912 (décès)      | Valère Pannet                     | Radical             | Industriel |
| 23 juin 1912                             | 1925              | Paul Cribier                      | Radical             | Avocat Maire de Nevoy |
| 1925-1937                                | 1937              | Jean Villejean                    | Radical             | Pharmacien Maire de Gien (1912-1915 ; 1919-1935), conseiller d'arrondissement                                                                  |
| 1937-1940                                | 1940              | Raymond Bareyt (1892-1951)        | FR                  | Médecin Conseiller municipal de Gien |
|                                          |                   | Seconde Guerre mondiale           |                     | |
| 1944                                     | 1945              | Marcel Bouguereau (1889-1982)     |                     | Directeur d'école primaire, syndicaliste CGT, maire de Gien (1941-1944) Nommé conseiller départemental en 1944 Résistant, déporté à Neuengamme |
|                                          |                   |                                   |                     | |
| 1945                                     | 1964              | Roger Villejean                   | Radical             | Pharmacien, conseiller municipal de Gien |
| 1964                                     | 1994              | Louis Boyer                       | RI puis UDF         | Médecin Sénateur du Loiret (1974-2001) Maire de Gien (1959-1995)                                                                               |
| 1994                                     | 2012 (décès)      | Jean-Pierre Hurtiger (1949-2012)  | DVD                 | Chef d'entreprise Maire de Gien (1995-2012) |
| 2012                                     | 2015              | Maryse Peloille                   | DVD                 | Infirmière retraitée Adjointe au maire de Poilly-lez-Gien                                                                                      |
| Les données manquantes sont à compléter. |                   |                                   |                     | |

#### Résultats électoraux détaillés
- Élections cantonales de 2001 : Jean-Pierre Hurtiger (Divers droite) est élu au 2e tour avec 52,81 % des suffrages exprimés, devant Christian Parcineau (PS) (47,19 %). Le taux de participation est de 58,78 % (9 481 votants sur 16 130 inscrits)[14].
- Élections cantonales de 2008 : Jean-Pierre Hurtiger   (Divers droite) est élu au 2e tour avec 56,67 % des suffrages exprimés, devant Christian  Parcineau  (PS) (43,33 %). Le taux de participation est de 53,02 % (9 085 votants sur 17 135 inscrits)[15].

### Conseillers d'arrondissement (de 1833 à 1940)
Le canton de Gien avait deux conseillers d'arrondissement.
| Période                                  | Période           | Identité                               | Étiquette | Qualité |
| ---------------------------------------- | ----------------- | -------------------------------------- | --------- | --- |
| 1833                                     | 1842              | M. Fougeu                              |           | Notaire à Gien                                                                                              |
| 1833                                     | 1842              | Augustin Lenoir-Musson (1798-1886)     |           | Propriétaire à Gien                                                                                         |
| 1842                                     | 1848              | Pierre Augustin Petit (1799-1879)      |           | Procureur du Roi à Gien                                                                                     |
| 1842                                     | ap.1852           | Maximilien Auguste Gramain (1796-1870) |           | Notaire, suppléant du juge de paix à Gien, propriétaire aux Choux                                           |
| 1848                                     | ap.1852           | Jean-Louis Guillebert                  |           | Entrepreneur à Gien                                                                                         |
|                                          |                   |                                        |           | |
|                                          | 1888 (décès)      | Pierre Dellac (1841-1888)              |           | Marchand de nouveautés, maire de Gien                                                                       |
|                                          |                   |                                        |           | |
|                                          | 1896 (annulation) | Émile Merry                            | Radical   | Pharmacien, maire de Gien (1889-1895)                                                                       |
|                                          |                   |                                        |           | |
| 1919                                     | 1925              | Jean Villejean                         | Radical   | Pharmacien, maire de Gien                                                                                   |
| 1919                                     | 1940              | Georges Touzeau                        | Radical   | Adjoint au maire de Coullons                                                                                |
| 1925                                     | 1939 (décès)      | Émile Montmory                         |           | Vigneron, conseiller municipal de Gien                                                                      |
| 1939                                     | 1940              | Eugène Vervin                          | Radical   | Premier adjoint au maire de Gien                                                                            |
| 1940                                     |                   |                                        |           | Les conseils d'arrondissement ont été suspendus par la loi du 12 octobre 1940 et n'ont jamais été réactivés |
| Les données manquantes sont à compléter. |                   |                                        |           | |

### Conseillers départementaux depuis 2015
| Période élective | Période élective | Mandat | Mandat   | Identité        | Nuance | Nuance | Qualité |
| ---------------- | ---------------- | ------ | -------- | --------------- | ------ | ------ | --- |
| 2015             | 2021             | 2015   | 2021     | Michel Lechauve |        | DVD    | Agriculteur - Maire de Bonny-sur-Loire (2001-2020), ancien conseiller général du canton de Briare                                         |
| 2015             | 2021             | 2015   | 2021     | Nadine Quaix    |        | DVD    | Adjointe au Maire de Gien jusqu'en 2020, conseillère municipale (opposition) depuis 2020 11ème Vice-Présidente du Conseil général         |
| 2021             | 2028             | 2021   | en cours | Francis Cammal  |        | DVC    | Cadre de la fonction publique Maire de Gien, Président de la Communauté des communes giennoises, suppléant de la Sénatrice Pauline Martin |
| 2021             | 2028             | 2021   | en cours | Aude Denizot    |        | DVC    | Professeure des écoles à Briare |

### Résultats détaillés

#### Élections de mars 2015
À l'issue du 1er tour des élections départementales de 2015, deux binômes sont en ballottage : Patrice Cirier et Stéphanie Meneau (FN, 33,29 %) et Michel Lechauve et Nadine Quaix (Union de la Droite, 24,46 %). Le taux de participation est de 50,71 % (12 544 votants sur 24 736 inscrits) contre 49,98 % au niveau départemental et 50,17 % au niveau national.
Au second tour, Michel Lechauve et Nadine Quaix (Union de la Droite) sont élus avec 56,57 % des suffrages exprimés et un taux de participation de 51,62 % (6 482 voix pour 12 767 votants et 24 735 inscrits).

#### Élections de juin 2021
Le premier tour des élections départementales de 2021 est marqué par un très faible taux de participation (33,26 % au niveau national). Dans le canton de Gien, ce taux de participation est de 32,73 % (7 739 votants sur 23 644 inscrits) contre 32,6 % au niveau départemental. À l'issue de ce premier tour, deux binômes sont en ballottage : Francis Cammal et Aude Denizot (DVC, 37,91 %) et Michel Lechauve et Nadine Quaix (DVD, 28,05 %).
Le second tour des élections est marqué une nouvelle fois par une abstention massive équivalente au premier tour. Les taux de participation sont de 34,36 % au niveau national, 32,79 % dans le département et 32,94 % dans le canton de Gien. Francis Cammal et Aude Denizot (DVC) sont élus avec 58,08 % des suffrages exprimés (4 210 voix pour 7 790 votants et 23 652 inscrits),,.

## Composition

### Composition de 1801 à 2015

Situation du canton de Gien dans le département du Loiret avant 2015.

D'une superficie de 358 km2, le canton était composé de onze communes.
| Nom                     | Code Insee | Codepostal | Superficie (km2) | Population (dernière pop. légale) | Densité (hab./km2) |
| ----------------------- | ---------- | ---------- | ---------------- | --------------------------------- | ------------------ |
| Gien (chef-lieu)        | 45155      | 45500      | 67,86            | 14 519 (2012)                     | 214                |
| Boismorand              | 45036      | 45290      | 25,15            | 881 (2012)                        | 35                 |
| Les Choux               | 45096      | 45290      | 33,36            | 472 (2012)                        | 14                 |
| Coullons                | 45108      | 45720      | 78,97            | 2 472 (2012)                      | 31                 |
| Langesse                | 45180      | 45290      | 8,97             | 76 (2012)                         | 8,5                |
| Le Moulinet-sur-Solin   | 45218      | 45290      | 19,37            | 142 (2012)                        | 7,3                |
| Nevoy                   | 45227      | 45500      | 30,75            | 1 179 (2012)                      | 38                 |
| Poilly-lez-Gien         | 45254      | 45500      | 33,29            | 2 377 (2012)                      | 71                 |
| Saint-Brisson-sur-Loire | 45271      | 45500      | 21,86            | 1 014 (2012)                      | 46                 |
| Saint-Gondon            | 45280      | 45500      | 22,40            | 1 105 (2012)                      | 49                 |
| Saint-Martin-sur-Ocre   | 45291      | 45500      | 15,79            | 1 250 (2012)                      | 79                 |

### Composition à partir de 2015

Canton de Gien, limites territoriales définies par le décret du 25 février 2014

Le canton de Gien comprend vingt-six communes entières.
| Nom                          | Code Insee | Intercommunalité                   | Superficie (km2) | Population (dernière pop. légale) | Densité (hab./km2) | Modifier                                    |
| ---------------------------- | ---------- | ---------------------------------- | ---------------- | --------------------------------- | ------------------ | ------------------------------------------- |
| Gien (bureau centralisateur) | 45155      | Communauté des communes giennoises | 67,86            | 13 431 (2022)                     | 198                | modifier les données · modifier les données |
| Adon                         | 45001      | CC du Berry Loire Puisaye          | 24,65            | 192 (2022)                        | 7,8                | modifier les données · modifier les données |
| Autry-le-Châtel              | 45016      | CC du Berry Loire Puisaye          | 50,56            | 858 (2022)                        | 17                 | modifier les données · modifier les données |
| Batilly-en-Puisaye           | 45023      | CC du Berry Loire Puisaye          | 17,35            | 106 (2022)                        | 6,1                | modifier les données · modifier les données |
| Beaulieu-sur-Loire           | 45029      | CC du Berry Loire Puisaye          | 48,83            | 1 750 (2022)                      | 36                 | modifier les données · modifier les données |
| Boismorand                   | 45036      | Communauté des communes giennoises | 25,15            | 863 (2022)                        | 34                 | modifier les données · modifier les données |
| Bonny-sur-Loire              | 45040      | CC du Berry Loire Puisaye          | 25,80            | 1 851 (2022)                      | 72                 | modifier les données · modifier les données |
| Breteau                      | 45052      | CC du Berry Loire Puisaye          | 16,45            | 95 (2022)                         | 5,8                | modifier les données · modifier les données |
| Briare                       | 45053      | CC du Berry Loire Puisaye          | 45,41            | 5 012 (2022)                      | 110                | modifier les données · modifier les données |
| La Bussière                  | 45060      | CC du Berry Loire Puisaye          | 35,23            | 761 (2022)                        | 22                 | modifier les données · modifier les données |
| Cernoy-en-Berry              | 45064      | CC du Berry Loire Puisaye          | 28,23            | 427 (2022)                        | 15                 | modifier les données · modifier les données |
| Champoulet                   | 45070      | CC du Berry Loire Puisaye          | 9,36             | 52 (2022)                         | 5,6                | modifier les données · modifier les données |
| Châtillon-sur-Loire          | 45087      | CC du Berry Loire Puisaye          | 40,67            | 3 152 (2022)                      | 78                 | modifier les données · modifier les données |
| Les Choux                    | 45096      | Communauté des communes giennoises | 33,36            | 530 (2022)                        | 16                 | modifier les données · modifier les données |
| Dammarie-en-Puisaye          | 45120      | CC du Berry Loire Puisaye          | 25,89            | 173 (2022)                        | 6,7                | modifier les données · modifier les données |
| Escrignelles                 | 45138      | CC du Berry Loire Puisaye          | 14,04            | 57 (2022)                         | 4,1                | modifier les données · modifier les données |
| Faverelles                   | 45141      | CC du Berry Loire Puisaye          | 18,92            | 175 (2022)                        | 9,2                | modifier les données · modifier les données |
| Feins-en-Gâtinais            | 45143      | CC du Berry Loire Puisaye          | 11,89            | 30 (2022)                         | 2,5                | modifier les données · modifier les données |
| Langesse                     | 45180      | Communauté des communes giennoises | 8,97             | 86 (2022)                         | 9,6                | modifier les données · modifier les données |
| Le Moulinet-sur-Solin        | 45218      | Communauté des communes giennoises | 19,37            | 128 (2022)                        | 6,6                | modifier les données · modifier les données |
| Nevoy                        | 45227      | Communauté des communes giennoises | 30,75            | 1 160 (2022)                      | 38                 | modifier les données · modifier les données |
| Ousson-sur-Loire             | 45238      | CC du Berry Loire Puisaye          | 5,35             | 702 (2022)                        | 131                | modifier les données · modifier les données |
| Ouzouer-sur-Trézée           | 45245      | CC du Berry Loire Puisaye          | 61,63            | 1 124 (2022)                      | 18                 | modifier les données · modifier les données |
| Pierrefitte-ès-Bois          | 45251      | CC du Berry Loire Puisaye          | 27,18            | 286 (2022)                        | 11                 | modifier les données · modifier les données |
| Saint-Firmin-sur-Loire       | 45276      | CC du Berry Loire Puisaye          | 24,76            | 509 (2022)                        | 21                 | modifier les données · modifier les données |
| Thou                         | 45323      | CC du Berry Loire Puisaye          | 15,16            | 213 (2022)                        | 14                 | modifier les données · modifier les données |
| Canton de Gien               | 4507       |                                    | 732,82           | 33 723 (2022)                     | 46                 | modifier les données                        |

## Démographie

### Évolution démographique

#### Démographie avant 2015
En 2012, le canton comptait 25 487 habitants.
| 1962   | 1968   | 1975   | 1982   | 1990   | 1999   | 2006   | 2011   | 2012   |
| ------ | ------ | ------ | ------ | ------ | ------ | ------ | ------ | ------ |
| 16 592 | 19 140 | 21 686 | 24 363 | 25 989 | 25 094 | 25 982 | 25 632 | 25 487 |

#### Démographie depuis 2015
En 2022, le canton comptait 33 723 habitants, en évolution de −4,42 % par rapport à 2016 (Loiret : +1,89 %, France hors Mayotte : +2,11 %).
| 2013   | 2018   | 2022   |
| ------ | ------ | ------ |
| 36 220 | 34 489 | 33 723 |

### Âge de la population
La pyramide des âges, à savoir la répartition par sexe et âge de la population, du canton de Gien en 2009 ainsi que, comparativement, celle du département du Loiret la même année sont représentées avec les graphiques ci-dessous.
La population du canton comporte 48,6 % d'hommes et 51,4 % de femmes. Elle présente en 2009 une structure par grands groupes d'âge légèrement plus âgée que celle de la France métropolitaine. 
Il existe en effet 92 jeunes de moins de 20 ans pour cent personnes de plus de 60 ans, alors que pour la France l'indice de jeunesse, qui est égal à la division de la part des moins de 20 ans par la part des plus de 60 ans, est de 1,06. L'indice de jeunesse du canton est également inférieur à celui  du département (1,1) et à celui de la région (0,95).
| Hommes | Classe d’âge | Femmes |
| ------ | ------------ | ------ |
| 0,6    | 90 ans ou +  | 1,8    |
| 7,6    | 75 à 89 ans  | 10,6   |
| 15,3   | 60 à 74 ans  | 16,3   |
| 20,1   | 45 à 59 ans  | 21,1   |
| 19,8   | 30 à 44 ans  | 18,0   |
| 17,0   | 15 à 29 ans  | 15,6   |
| 19,6   | 0 à 14 ans   | 16,7   |

| Hommes | Classe d’âge | Femmes |
| ------ | ------------ | ------ |
| 0,4    | 90 ans ou +  | 1,1    |
| 6,6    | 75 à 89 ans  | 9,5    |
| 13,4   | 60 à 74 ans  | 13,9   |
| 20,1   | 45 à 59 ans  | 20,0   |
| 20,3   | 30 à 44 ans  | 19,5   |
| 19,3   | 15 à 29 ans  | 17,7   |
| 19,9   | 0 à 14 ans   | 18,2   |